# Galaxia química
La galaxia química es una nueva representación hecha por Philip Stewart del sistema periódico de los elementos, más conocido con la forma de tabla, como la tabla periódica, basado en la naturaleza cíclica de las características de los elementos químicos (que depende principalmente de los (electrones de valencia). Incluso antes de que Dmitri Mendeleev produjera la primera tabla satisfactoria, los químicos hacían representaciones en espiral del sistema periódico, y esto ha continuado desde entonces, pero generalmente con forma circular en el contorno.
John D. Clark fue el primero en presentar una espiral con un contorno oval. Su diseño fue utilizado en dos páginas ilustradas en la revista Life del 16 de mayo de 1949. En 1951, Edgar Longman, un artista, no un químico, pintó un gran mural, la adaptación de la imagen de la vida, haciendo una forma elíptica con una inclinación para producir un efecto dinámico. Esto inspiró a Stewart, con entonces de 12 años de edad, amante de la química. Cuando leyó el libro de Fred Hoyle "La Naturaleza del Universo", tuvo la idea de que el diseño Longman se parecía a una galaxia espiral. Regresó a la idea muchos años más tarde y publicó una primera versión de su "galaxia" en noviembre de 2004. Su diseño trata de expresar el vínculo entre el mundo totalmente formado por los átomos y la inmensidad de las estrellas, en cuyo interior los elementos eran falsos, Hoyle fue el primero en demostrar ese detalle.
La galaxia química se destina principalmente para excitar el interés en la química entre los no-químicos, especialmente en los jóvenes, pero es totalmente exacta científicamente en la información que transmite acerca de las relaciones entre los elementos, y tiene la ventaja sobre una mesa que no romper la secuencia continua de los elementos. Una versión revisada, La Galaxia química II, introduce un nuevo sistema, hecho por Michael Laing, para la coloración de los lantánidos y actínidos, para llevar a cabo un paralelismo con la metales de transición. El diseño se ha traducido en forma digital por Carl Wenczek de Born Digital Ltd. 